# Elie Bechara Haddad
Elie Bechara Haddad BS, auch Elia Beshara Haddad oder Elie Béchara Haddad (* 28. Januar 1960 in Ablah (Gouvernement Bekaa), Libanon), ist ein libanesischer Ordensgeistlicher und Erzbischof von Sidon der Melkitischen Griechisch-Katholischen Kirche.

## Leben
Elie Bechara Haddad trat der Ordensgemeinschaft der Melkitischen Basilianer vom Heiligsten Erlöser bei und legte am 3. September 1983 seine Ordensgelübde ab. Nach der theologischen Ausbildung empfing er am 9. Juli 1986 die Priesterweihe zum Ordenspriester der Basilianer.
Er studierte in Rom Kirchen- und Zivilrecht und wurde 1994 an der Päpstlichen Lateranuniversität zum Dr. jur. can. promoviert. Er war Vorsitzender des Appellationsgerichtes in der Melkitischen Griechisch-Katholischen Kirche. 1995 wurde er zum Archimandrit geweiht und zum Kanzleileiter der Patriarchal-Dependance in Raboué in Jordanien ernannt. 1990 wurde er zum Kaplan  der „Bewegung des Apostolats der Kinder“ (IMAC) im Libanon berufen. Von 1990 bis 2001 war er Sekretär seines Ordens und Regens des Priesterseminars der Basilianer. Von 2001 bis 2006 lehrte er kanonisches Recht an der Sankt Joseph Universität in Beirut, der Heilige Geist Universität in Kaslik, der Sagessa Universität in Beirut und im St. Paul Institut für Theologie und Philosophie in Harissa.
Die Synode der melkitischen Bischöfe wählte ihn am 11. Oktober 2006 zum Nachfolger von Erzbischof Georges Kwaïter. Diese Wahl wurde am 27. Januar 2007 durch Papst Benedikt XVI. bestätigt und am 24. März 2007 spendete ihm der Patriarch von Antiochien Erzbischof Gregorios III. Laham die Bischofsweihe; als Mitkonsekratoren assistierten die Erzbischöfe Georges Kwaïter und Joseph Kallas von Beirut und Jbeil.
Am 22. Januar 2021 ernannte ihn Papst Franziskus zum Konsultor des Päpstlichen Rates für die Gesetzestexte des Ostkirchenrechts.
Papst Franziskus erklärte am 31. Januar 2021 die Erzeparchie Tyros im Libanon für vakant und ernannte Erzbischof Bechara Haddad zum Apostolischen Administrator. Mit der Wahl des neuen Erzbischofs von Tyros durch die Synode der melkitischen Bischöfe beendete Papst Franziskus diese Beauftragung am 20. August des folgenden Jahres.

## Zur Situation im Nahen Osten
Erzbischof Haddad war Teilnehmer an der Sonderversammlung der Bischofssynode über den Nahen Osten in Rom und bezog eine deutliche Stellung zur Lage der Christen im Libanon.

„Er sprach auf der Nahost-Synode im Vatikan von einer verstärkten Abwanderung der Christen aus dem Land, wie aus der am Donnerstag verbreiteten Rede hervorgeht. Der Verkauf von Grundstücken aus christlichem Besitz entwickele sich gegenwärtig zu einem «gefährlichen Phänomen», sagte Haddad. Dieses könne zu einer Bedrohung für die christliche Präsenz im Libanon werden, bis hin zu ihrem Verschwinden. Haddad rief die mit Rom verbundenen orientalischen Kirchen zur gegenseitigen Solidarität auf, um diese Gefahr abzuwenden. Zudem forderte der Erzbischof eine veränderte Haltung der Kirche gegenüber dem Islam, die deutlich zwischen dem Islam grundsätzlich und manchen fundamentalistischen Strömungen unterscheide. Haddad sprach sich weiter für eine nachhaltigere Form der Unterstützung für die orientalischen Kirchen aus. Diese müsse den Charakter eines Hilfsprogramms abstreifen und zu einem Entwicklungskonzept werden, um die Christen an ihre angestammten Orte zu binden und dort Arbeitsplätze zu schaffen.“